# 聖赫勒拿蠼螋
聖赫勒拿蠼螋，又稱為聖赫勒拿巨型蠼螋，為已滅絕的大型蠼螋，是南大西洋聖赫勒拿島嶼上的特有種。

## 描述

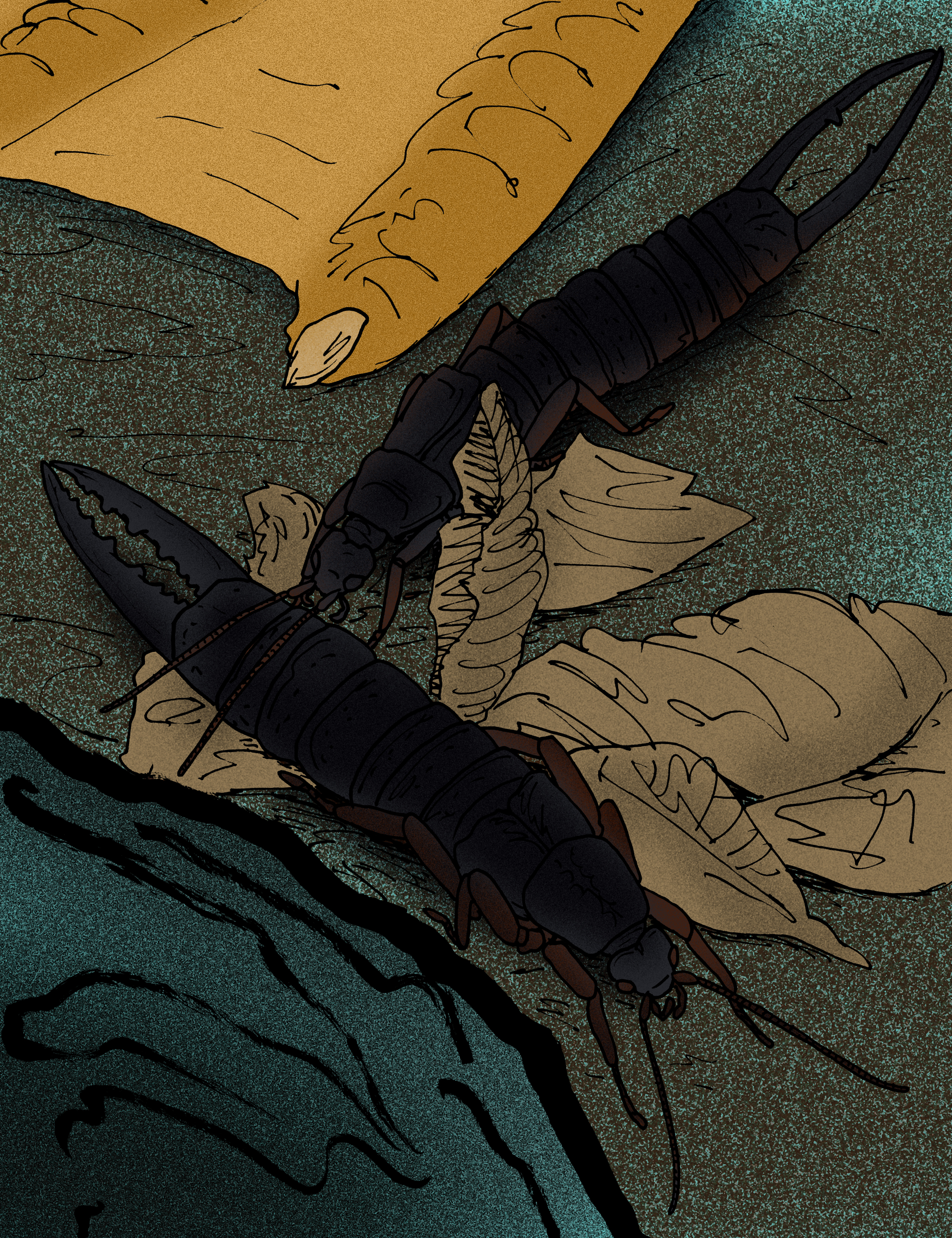
雄性（上）與雌性（下）的聖赫勒拿蠼螋

聖赫勒拿蠼螋的體長可達84 mm（3.3英寸）（包括尾鉗），為世界上體型最大的蠼螋。體色為亮黑色，足帶紅色，具有較短的翅鞘並缺乏後翅。

## 棲息與分布地
聖赫勒拿蠼螋為聖赫勒拿島的特有種，發現於島上的馬點平原、繁榮灣平原及東部的乾燥地帶。牠們偏好棲息於平原、膠菀木森林及有鳥群棲息的岩石地。聖赫勒拿蠼螋會挖掘地穴並躲藏其中，僅會在雨後的夜晚爬出。倫敦動物園的戴夫·克拉克（Dave Clark）表示雌性聖赫勒拿蠼螋是很盡責的母親。

## 發現歷史
聖赫勒拿蠼螋最早由丹麥昆蟲學家約翰·克里斯蒂安·法布里丘斯於1798年發現並命名為「Labidura herculeana」，但在1904年被誤認並降級為紅蠼螋的亞種，並沒得到太大關注。一直到了1962年，兩位鳥類學家道格拉斯·多沃德（Douglas Dorward）與菲利普·阿什莫爾在找尋鳥骨時發現了乾燥的尾鉗殘骸。這些殘骸被交給了動物學家亞瑟·洛弗里奇並被證實來自於一種巨型的蠼螋。樣本之後轉交給了弗雷德里克·埃弗拉德·澤納並命名為「Labidura loveridgei」。
1965年，昆蟲學家在馬點平原岩石下的地穴中發現了5隻聖赫勒拿蠼螋活體，經由檢查發現Labidura loveridgei與Labidura herculeana為同一物種，Labidura loveridgei被視為是次異名。在這之後就不再有活體的發現紀錄，據稱最後的活體目擊紀錄是於1967年。
1982年1月4日，聖赫勒拿集郵組推出了聖赫勒拿蠼螋的紀念郵票，牠們的保育才引起人們的重視。於1988年春天，倫敦動物園發起了稱為「海克力斯計畫」的搜索計畫，但並沒發現任何個體。於1995年，發現了聖赫勒拿蠼螋的遺骸，這證實了牠們不只棲息於膠菀木森林，且棲息於有鳥群棲息的岩石地帶，但該地區的海鳥現已因為入侵的掠食者而消失。
於2005年，自然史博物馆的霍華德·曼德爾（Howard Mendel）與麥特·阿什莫爾與菲利普·阿什莫爾發動了一次搜索計畫，但仍並無所獲。

## 保育現況
儘管於1988年、1993年、2003年及2005年均有啟動搜索計畫，但自1967年後就不再有聖赫勒拿蠼螋的發現或目擊紀錄。牠們滅絕的主因可能來自於棲息地的喪失，為了建設建築，其棲息地地表的石頭幾乎都被盜取。此外牠們也受到外來種掠食者的威脅，包括齧齒類、螳螂及蜈蚣（赤蜈蚣）。在2014年，國際自然保護聯盟將聖赫勒拿蠼螋自國際自然保護聯盟瀕危物種紅色名錄上從極危更改為滅絕。

## 外部連結
- 维基共享资源上的相關多媒體資源：聖赫勒拿蠼螋
- 維基物種上的相關：聖赫勒拿蠼螋
- 聖赫勒拿的巨型蠼螋－革翅目中的渡渡鳥 （页面存档备份，存于）（英語）